# Motorenfabrik Oberursel

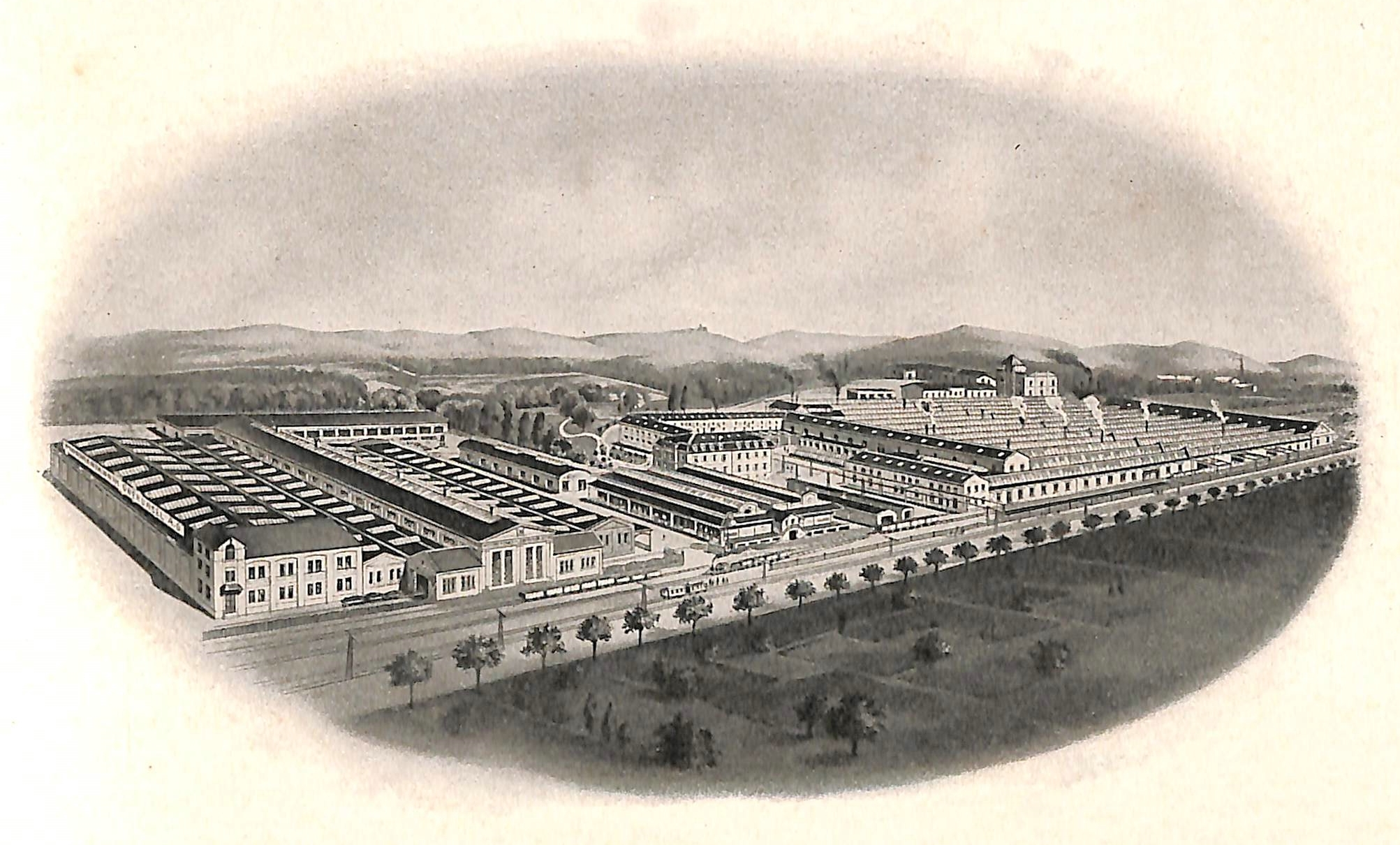
Vista aérea da fábrica
da Motorenfabrik Oberursel em 1913.

A Motorenfabrik Oberursel A.G. foi um fabricante alemão de motores para automóveis, locomotivas e aeronaves situado em Oberursel (Taunus), perto de Frankfurt am Main, Alemanha. 
Durante a Primeira Guerra Mundial, forneceu um grande motor giratório de 100 hp que foi usado em vários aviões de caça do início da guerra. Em 1921 a empresa fundiu-se com a Deutz AG, e novamente em 1930 com a "Humboldt-Deutz Motoren" e finalmente em 1938 com a "Klöcknerwerke AG". A partir deste ponto, eles eram conhecidos como a fábrica Klöckner-Humboldt-Deutz Oberursel, conhecida principalmente por seus motores de locomotivas. Hoje eles fazem parte da Rolls-Royce Deutschland e produzem uma família de seus motores a jato.
A fábrica em Oberursel é considerada a mais antiga fábrica de motores de aeronaves sobrevivente do mundo.

## Primeiros anos
A empresa teve suas origens em 1891, quando Willy Seck inventou um novo sistema de injeção de combustível a gasolina e produziu um pequeno motor estacionário de um cilindro de cerca de 4 hp, que ele chamou de Gnom. No ano seguinte, fundou a Willy Seck & Co. para vender o projeto, que ficou famoso em todo o mundo. O motor foi aprimorado para obter mais potência, mas em 1897 os acionistas se recusaram a permitir que Seck desenvolvesse um carro utilizando o "Gnom" e ele deixou a empresa. A empresa foi reorganizada como Motorenfabrik Oberursel no ano seguinte e, em 1900, construiu 2.000 motores.
No mesmo ano, a empresa concedeu licença aos irmãos Seguin em Lyon para produzir o Gnom na França. Vendido sob o nome francês "Gnome", o motor se tornou tão bem sucedido que eles renomearam sua empresa para o mesmo nome. Em 1908, eles desenvolveram uma versão giratória do sistema Gnome básico como o motor aeronáutico Gnome Omega e, a partir daí, uma série de versões maiores do mesmo design básico. Os novos motores Gnome foram um grande sucesso, alimentando muitas das primeiras aeronaves que quebraram recordes.
Em 1913, a Motorenfabrik Oberursel obteve uma licença para o projeto do motor francês Gnome e o similar Le Rhône 9C. Eles produziram ambos, os Gnomes como a série U, e os Le Rhônes como a série UR.
O motor giratório Gnome Lambda de sete cilindros e 80 hp também foi produzido pela empresa Oberursel como Oberursel U.0 Umlaufmotor (o termo genérico alemão para um motor giratório) como seu primeiro motor para aeronaves militares alemãs, e foi usado nas versões iniciais do famoso caça Fokker Eindecker, o Fokker E.I.

## Motores
Oberursel U.0
Gnome 7 Lambda licenciado, 68/80 hp (51/59 kW) rotativo de sete cilindros.
Oberursel UI
100 hp (75 kW), nove cilindros e deslocamento total para 16,3 litros (990 cu in) 124 mm×150 mm (4.9 in × 5.9 in).
Oberursel U.II
110 hp (82 kW)
Oberursel U.III
Gnome Double Lambda 14 cilindros, cópia do motor rotativo de duas linhas. 160 hp (120 kW).
Oberursel Ur.II
Clone do Le Rhône 9J 110 hp (82 kW) nove cilindros rotativos.
Oberursel Ur.III
desenvolvimento de 11 cilindros do Ur.II. 145 hp (108 kW).
Oberursel 200 hp 18-cil rotativo
124 mm × 150 mm (4.9 in × 5.9 in)
Oberursel 240 hp V-8